# Hanakadaburu, Kanakapura
Hanakadaburu là một làng thuộc tehsil Kanakapura, huyện Ramanagara, bang Karnataka, Ấn Độ.